# USB-C

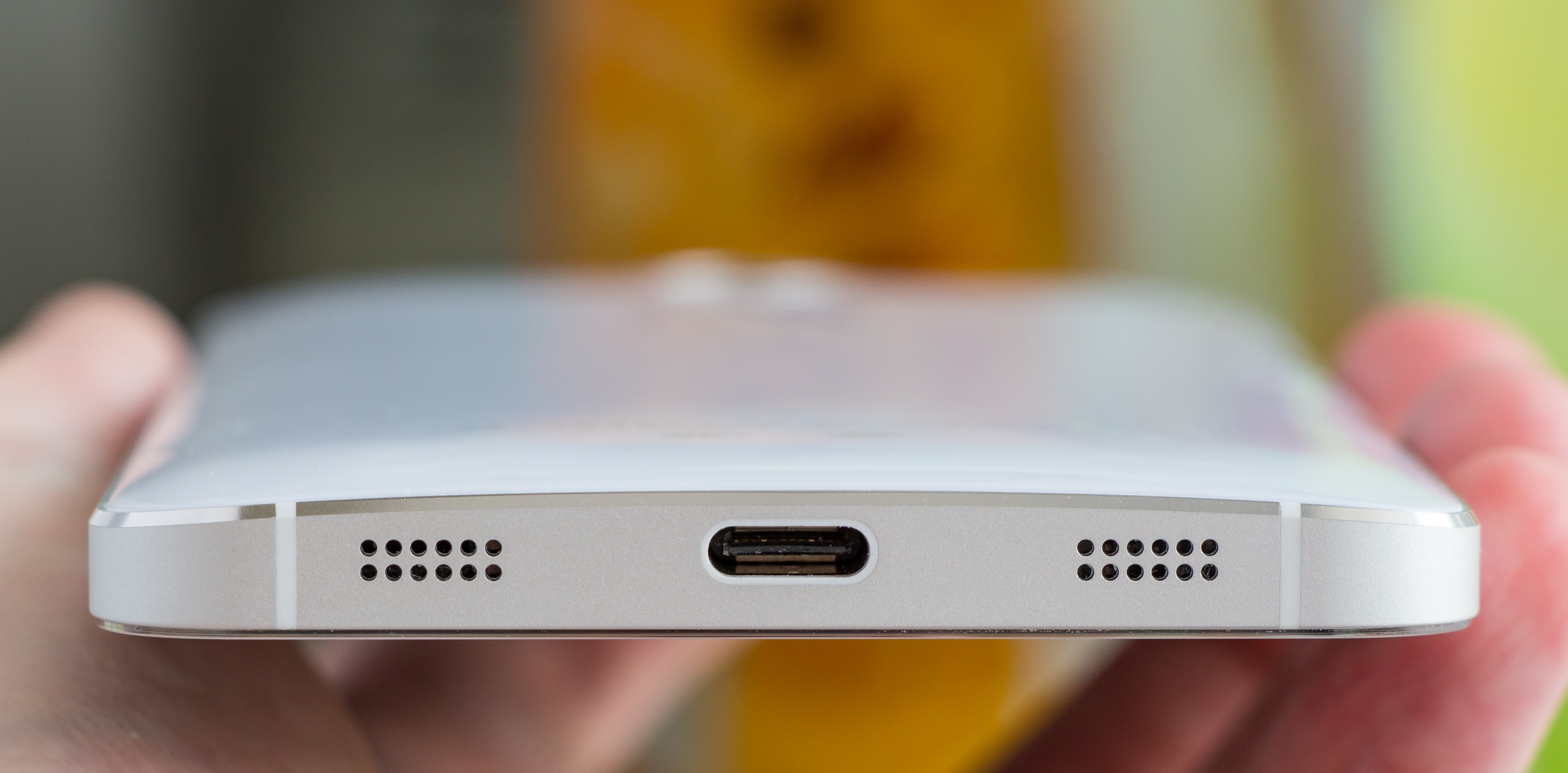
Złącze USB-C w smartfonie

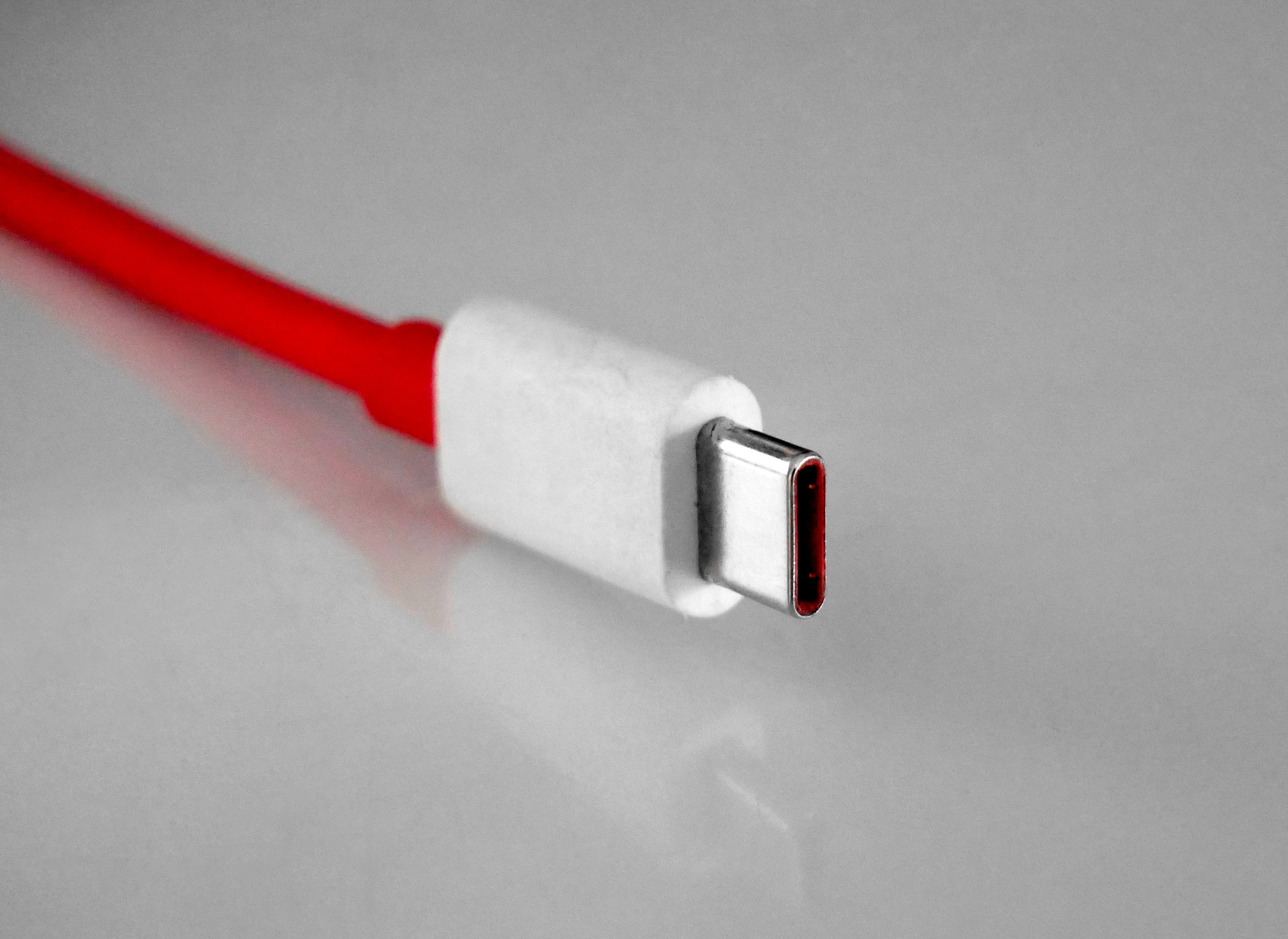
USB-C

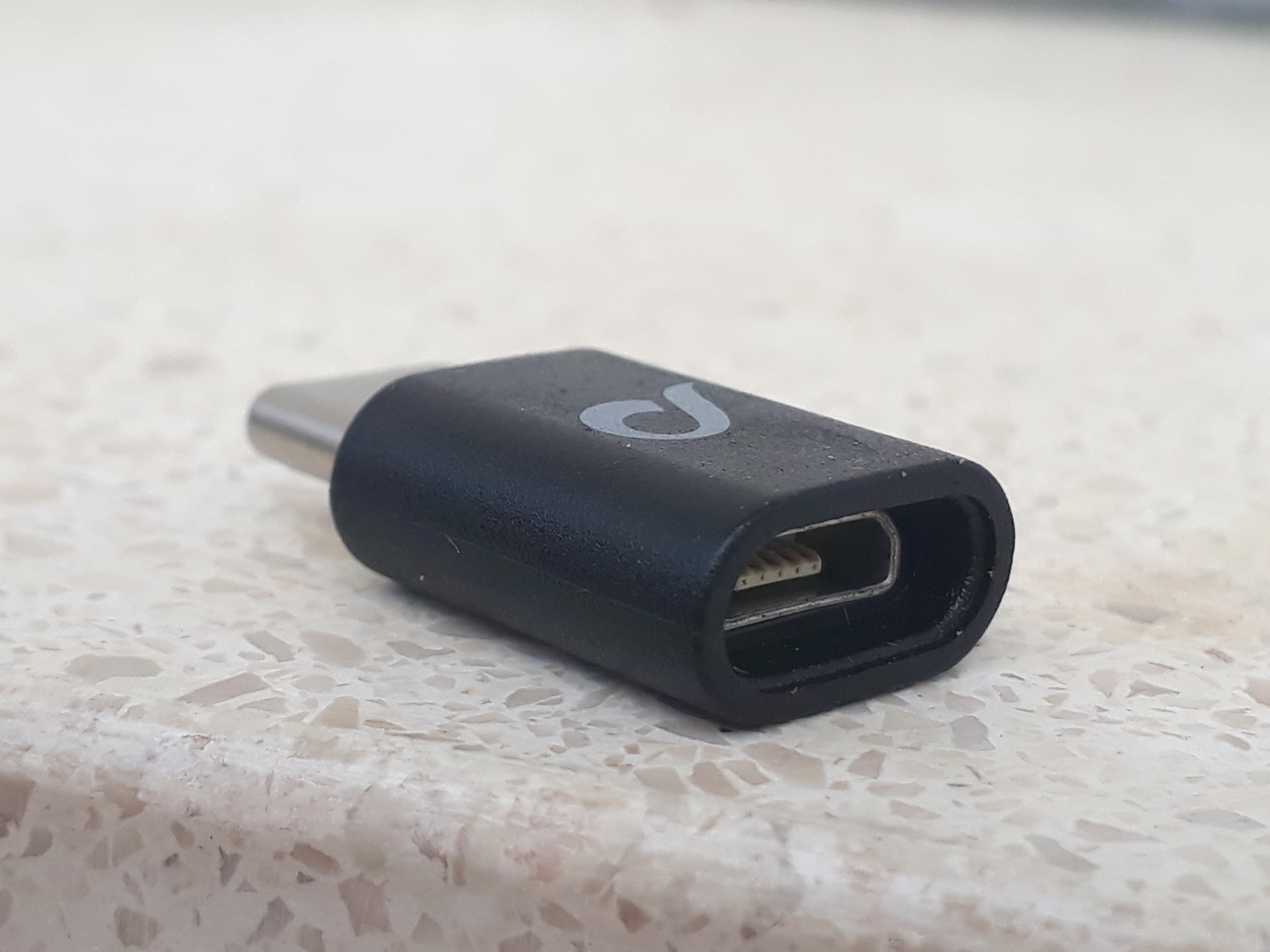

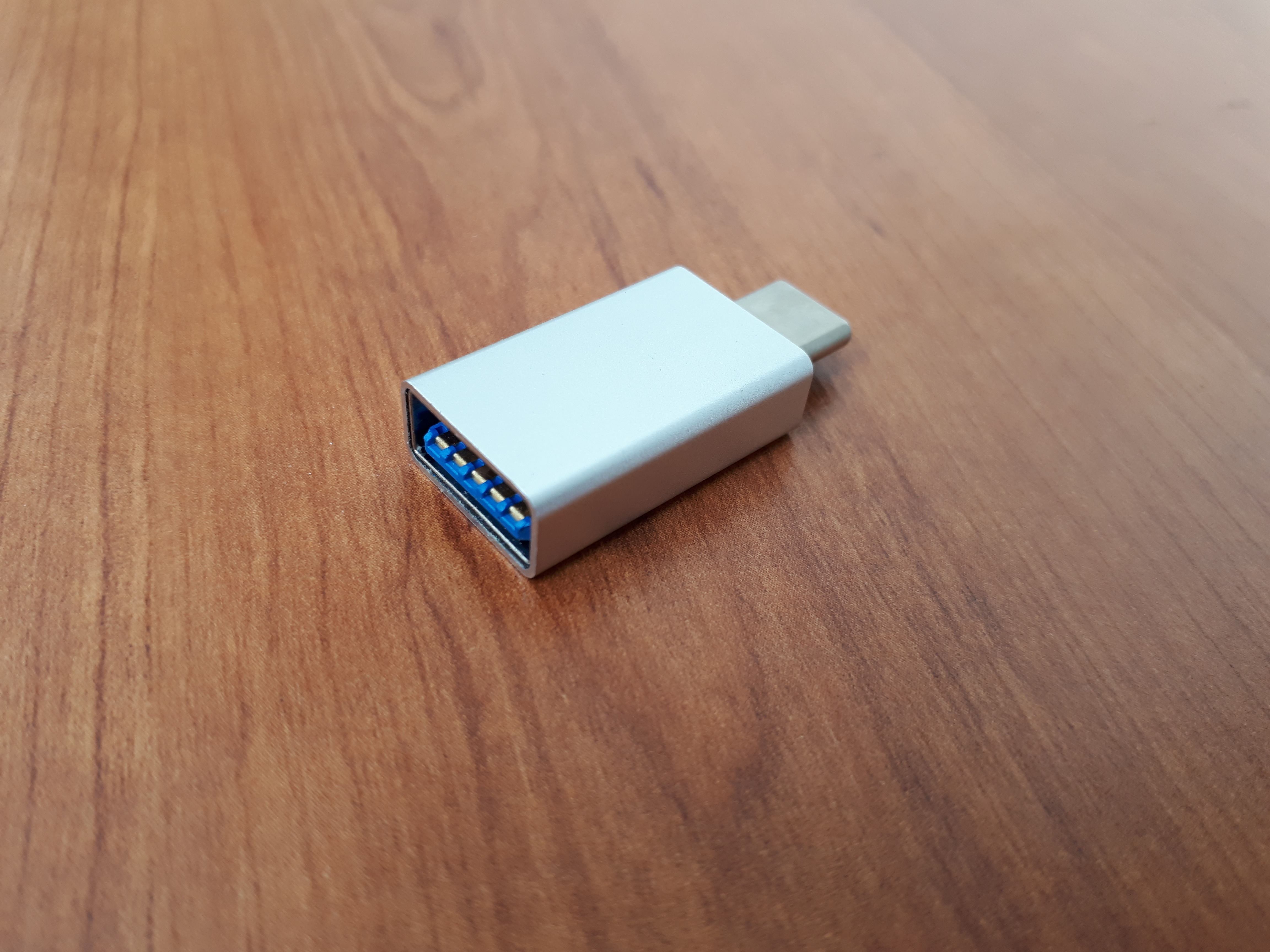
Adapter USB-C On-The-Go (USB Host)

USB-C lub USB typ C – komputerowe złącze komunikacyjne USB, które w zależności od wersji standardu USB ma od 12 (USB 2.0) do 24 podłączonych pinów (USB 3.1) i charakteryzuje się horyzontalnym, symetrycznym i „obustronnym” rodzajem złącza.
Specyfikacja 1.0 USB Typu C została opublikowana przez Forum Implementatorów USB (ang. USB Implementers Forum), a ukończona w sierpniu 2014 roku. Była opracowywana w mniej więcej tym samym czasie co specyfikacja USB 3.1.
Urządzenie, które implementuje USB-C, nie musi implementować USB 3.1, dostarczania prądu (standard Power Delivery 3.1 definiuje przesyłanie mocy do 240W przy napięciu 48V) lub trybów alternatywnych. Złącze USB-C charakteryzuje się najwyższą przepustowością spośród obecnie stosowanych fizycznych interfejsów USB, ponieważ standard USB4 (wersja 1.0 do 40 Gbit/s, wersja 2.0 do 80 Gbit/s lub asymetrycznie do 120 Gbit/s) wymaga użycia tego typu złącza.

## Tryby alternatywne
| Nazwa                      | Data powstania | Protokół                                               |
| -------------------------- | -------------- | ------------------------------------------------------ |
| DisplayPort Alternate Mode | 2014           | DisplayPort 1.3                                        |
| MHL Alternate Mode         | 2014           | MHL 1.0, 2.0, 3.0 i superMHL 1.0                       |
| Thunderbolt Alternate Mode | 2015           | Thunderbolt 3 (razem z DisplayPort 1.2 Alternate Mode) |
| HDMI Alternate Mode        | 2016           | HDMI 1.4b                                              |